# Mirela
Mirela je žensko osebno ime.

## Izvor imena
Ime Mirela verjetno izhaja iz italijanskega imena Mirella, ta pa se pojmuje kot skrajšana oblika iz imena Mirabella.

## Različica imena
Mirella

## Pogostost imena
Po podatkih Statističnega urada Republike Slovenije je bilo na dan 31. decembra 2007 v Sloveniji število ženskih oseb z imenom Mirela: 446.

## Osebni praznik
V koledarju se ime Mirela uvršča k imenu Pacifik, ki goduje 10. julija in 24. septembra ali k imenu Marija.